# ککاها (هاوایی)
کِکاها (به انگلیسی: Kekaha) یک منطقهٔ مسکونی در ایالات متحده آمریکا است که در شهرستان کائوآئی، هاوایی واقع شده‌است. ککاها ۳٫۲ کیلومتر مربع مساحت و ۳٬۵۳۷ نفر جمعیت دارد و ۳ متر بالاتر از سطح دریا واقع شده‌است.